# Campionati cechi di sci alpino 2015
I Campionati cechi di sci alpino 2015 si sono svolti a Kouty e a Špindlerův Mlýn dal 30 marzo al 3 aprile. Il programma includeva gare di discesa libera (a Jasná in Slovacchia), supergigante, slalom gigante, slalom speciale e combinata, tutte sia maschili sia femminili, ma sono stati disputati soltanto lo slalom gigante maschile e i due slalom speciali.
Trattandosi di competizioni valide anche ai fini del punteggio FIS, hanno potuto partecipare anche sciatori di altre federazioni, senza che questo consentisse loro di concorrere al titolo nazionale ceco.

## Risultati

### Uomini

#### Discesa libera
La gara, originariamente in programma il 25 marzo a Jasná, è stata annullata.

#### Supergigante
La gara, originariamente in programma il 1º aprile a Špindlerův Mlýn, è stata annullata.

#### Slalom gigante
| Pos. | Atleta             | Nazione    | Tempo   |
| ---- | ------------------ | ---------- | ------- |
| 1    | Kryštof Krýzl      | Rep. Ceca  | 2:08,25 |
| 2    | Adam Kotzmann      | Rep. Ceca  | 2:09,89 |
| 3    | Tristan Takats     | Austria    | 2:10,32 |
| 4    | Kristaps Zvejnieks | Lettonia   | 2:10,40 |
| 5    | Cédric Noger       | Svizzera   | 2:11,64 |
| 6    | Jakub Tabaszewski  | Polonia    | 2:13,17 |
| 7    | Ondřej Berndt      | Rep. Ceca  | 2:12,45 |
| 8    | Patrik Benc        | Rep. Ceca  | 2:12,46 |
| 9    | Filip Forejtek     | Rep. Ceca  | 2:12,50 |
| 10   | Branislav Brozman  | Slovacchia | 2:12,86 |

Data: 2 aprile

Località: Špindlerův Mlýn

1ª manche:

Ore: 

Pista: 

Partenza: 1 045 m s.l.m.

Arrivo: 746 m s.l.m.

Dislivello: 299 m

Tracciatore: Michal Kunst
2ª manche:

Ore: 

Pista: 

Partenza: 1 045 m s.l.m.

Arrivo: 746 m s.l.m.

Dislivello: 299 m

Tracciatore: Jan Kvasnička

#### Slalom speciale
| Pos. | Atleta                 | Nazione   | Tempo   |
| ---- | ---------------------- | --------- | ------- |
| 1    | Miha Kuerner           | Slovenia  | 1:30,95 |
| 2    | Roberto Nani           | Italia    | 1:31,55 |
| 3    | Kristaps Zvejnieks     | Lettonia  | 1:31,69 |
| 4    | Matej Vidović          | Croazia   | 1:31,78 |
| 5    | Kryštof Krýzl          | Rep. Ceca | 1:31,92 |
| 6    | Matthias Tippelreither | Austria   | 1:32,34 |
| 7    | Mathias Calovini       | Austria   | 1:33,31 |
| 8    | Maciej Bydliński       | Polonia   | 1:33,42 |
| 9    | Martin Vráblík         | Rep. Ceca | 1:33,46 |
| 10   | Adam Kotzmann          | Rep. Ceca | 1:33,66 |

Data: 30 marzo

Località: Kouty

1ª manche:

Ore: 8.00 (UTC+1)

Pista: 

Partenza: 796 m s.l.m.

Arrivo: 631 m s.l.m.

Dislivello: 165 m

Tracciatore: David Kestl
2ª manche:

Ore: 11.30 (UTC+1)

Pista: 

Partenza: 796 m s.l.m.

Arrivo: 631 m s.l.m.

Dislivello: 165 m

Tracciatore: Daniel Fahrner

#### Combinata
La gara, originariamente in programma il 1º aprile a Špindlerův Mlýn, è stata annullata.

### Donne

#### Discesa libera
La gara, originariamente in programma il 25 marzo a Jasná, è stata annullata.

#### Supergigante
La gara, originariamente in programma il 1º aprile a Špindlerův Mlýn, è stata annullata.

#### Slalom gigante
La gara, originariamente in programma il 2 aprile a Špindlerův Mlýn, è stata annullata.

#### Slalom speciale
| Pos. | Atleta             | Nazione     | Tempo   |
| ---- | ------------------ | ----------- | ------- |
| 1    | Michaela Smutná    | Rep. Ceca   | 1:43,46 |
| 2    | Barbara Kantorová  | Slovacchia  | 1:43,54 |
| 3    | Gabriela Capová    | Rep. Ceca   | 1:43,69 |
| 4    | Veronika Čamková   | Rep. Ceca   | 1:44,57 |
| 5    | Karolína Kloučková | Rep. Ceca   | 1:44,67 |
| 6    | Veronika Rudolfová | Rep. Ceca   | 1:44,79 |
| 7    | Birgit Henrich     | Paesi Bassi | 1:45,51 |
| 8    | Pavla Klicnarová   | Rep. Ceca   | 1:47,07 |
| 9    | Simone Moser       | Austria     | 1:47,42 |
| 10   | Cornelia Bentz     | Austria     | 1:47,55 |

Data: 30 marzo

Località: Kouty

1ª manche:

Ore: 8.30 (UTC+1)

Pista: 

Partenza: 796 m s.l.m.

Arrivo: 631 m s.l.m.

Dislivello: 165 m

Tracciatore: Petr Lajkeb
2ª manche:

Ore: 11.30 (UTC+1)

Pista: 

Partenza: 796 m s.l.m.

Arrivo: 631 m s.l.m.

Dislivello: 165 m

Tracciatore: Petr Smutný

#### Combinata
La gara, originariamente in programma il 1º aprile a Špindlerův Mlýn, è stata annullata.